# Gislebert de Maasgau
Giselbert, né vers 825 et mort après 877 ou peut-être après le 6 septembre 885, fut comte dans le Maasgau (comté de Meuse) et dans le Lommegau (comté de Namur). Il est un ancêtre de la famille des Régnier.

## Biographie
L'origine de Gislebert est largement inconnue. Il est possiblement le fils de Gislebert de Hennegau[réf. souhaitée], issu de la noblesse franque. Désigné comte du Maasgau en 841, il était un partisan de Charles le Chauve pendant la guerre contre son frère aîné, l'empereur Lothaire Ier. Après la conclusion du traité de Verdun en 843, par lequel son comté a été cédé au royaume de Francie médiane sous le règne de Lothaire, il a dû quitter sa patrie.
En 846, il a enlevé une fille de Lothaire, possiblement Ermengarde, pour l'épouser en Aquitaine. Les frères cadets de Lothaire, Louis le Germanique et Charles le Chauve, se virent contraints de rencontrer personnellement pour assurer qu'ils n'ont aucun rapport avec l'enlèvement. Selon les Annales de Fulda, Gislebert se réconcilia avec Lothaire trois ans plus tard et son mariage est reconnu.
Le comte peut donc rejoindre sa patrie. Comte de Lommegau en 866, il figure parmi les nobles mentionnés dans le capitulaire de Quierzy promulgué par Charles le Chauve juste avant son décès en 877. Un comte Gislebert, dont l'identité est incertaine, fut aussi cité dans un document de 885.

## Union et descendance
En 846, il épouse Ermengarde, fille de l'empereur Lothaire Ier, le mariage est reconnu en 849. Ils ont un fils :
- Régnier Ier[3], dit Régnier au Long Col, né vers 850 et mort à Meerssen entre le 25 août 915 et le 19 janvier 916. Il fut comte de Hainaut et du Maasgau.